# Mohammed El Ansari
 (octobre 2021).
Mohamed El Ansari (en arabe : محمد الأنصاري) né en 1944 à Rissani, est un avocat et homme politique marocain. C'est un ancien parlementaire et premier vice-président de la Chambre des conseillers.
Il est membre de la Cour constitutionnel, élu par la Chambre des conseillers.